# Épicéa d'Orient
Picea orientalis
Espèce
Classification phylogénétique
Statut de conservation UICN

 LC  : Préoccupation mineure
Répartition géographique
L’Épicéa d'Orient ou sapinette du Caucase (Picea orientalis) est un arbre résineux de la famille des Pinacées et du genre Picea.

## Origine
Il est originaire du Caucase et des régions voisines du nord-est de la Turquie.

## Description
C'est un grand arbre à feuillage persistant atteignant 30 à 45 m de hauteur (exceptionnellement 57 m), avec un diamètre de tronc allant jusqu'à 1,5 m (exceptionnellement jusqu'à 4 m).
Les pousses sont brun chamois, et modérément pubescentees (poilues). Les feuilles sont en forme d'aiguille, les plus courtes de tous les épicéas, et font 6 à 8 mm de long, sont rhombiques en section transversale, vert foncé avec des lignes discrètes de stomates. Les cônes sont minces cylindriques ou coniques, de 5 à 9 cm de long et 1,5 cm de diamètre, rouge à violet quand ils sont jeunes, brun foncé à maturité 5 à 7 mois après la pollinisation, et ont des écailles rigides, arrondies.

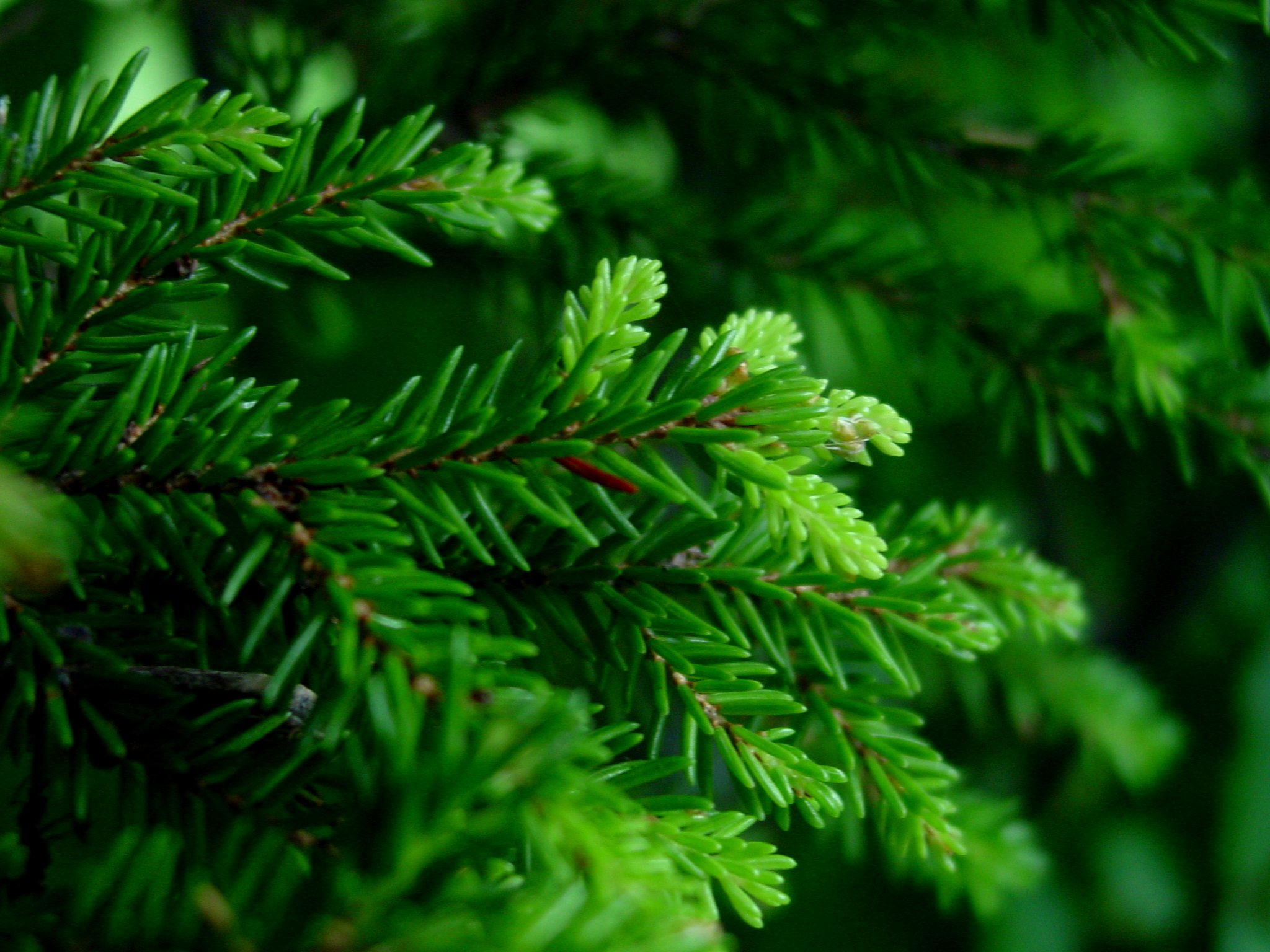
Feuillage
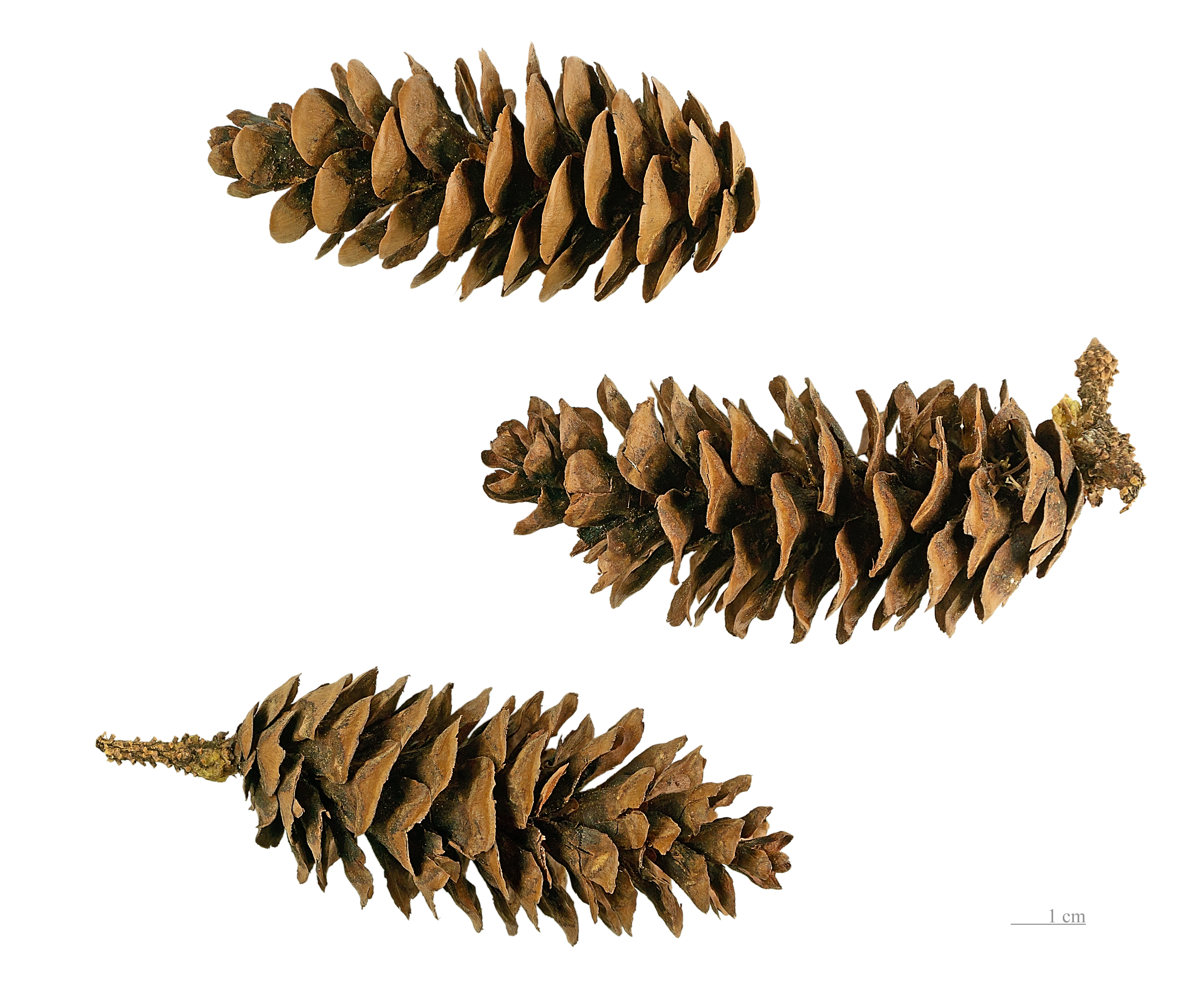
Cônes d'Épicéa d'Orient Muséum de Toulouse

## Utilité
C'est un arbre d'ornement des grands jardins du nord de l'Europe et des États-Unis  cultivé pour son feuillage attrayant et sa capacité à pousser sur un large éventail de sols. Il est également cultivé dans une faible mesure pour les arbres de Noël, le bois et la production de papier, même si sa croissance plus lente que celle de l'épinette de Norvège réduit son importance en dehors de son aire de répartition naturelle.